# Кичак Василь Мартинович
Кичак Василь Мартинович (нар.. 17 січня 1949, Сопин, Погребищенський район, Вінницька область) — український науковець, доктор технічних наук, професор, декан Вінницького національного технічного університету (1992—2019), заслужений працівник освіти України, відмінник освіти України, академік, академік Академії інженерних наук України.

## Життєпис
Василь Мартинович Кичак народився 17 січня 1949 року в с. Сопин Погребищенського району Вінницької області в сім'ї колгоспників. У 1966 році закінчив Погребищенську середню школу-інтернат. У цьому ж році вступив до Вінницької філії Київського політехнічного інституту на факультет радіоелектроніки за спеціальністю «Електронні прилади».

## Професійна діяльність
- 1966—1971 — студент Вінницького філіалу Київського політехнічного інституту (ВФ КПІ);
- 1971 — інженер-технолог Армавірського приладобудівного заводу;
- 1971—1972 — служба у військах протиповітряної оборони, м. Береза-Картузька (Білорусь);
- 1973—1974 — молодший науковий співробітник Вінницького філіалу КПІ;
- 1974—1982 — молодший науковий співробітник, старший науковий співробітник Вінницького політехнічного інституту (ВПІ);
- 1981 — захист кандидатської дисертації в Харківському інституті радіоелектроніки за спеціальністю «Радіотехнічні пристрої та системи» та присвоєння наукового ступеня кандидата технічних наук;
- 1982 — старший викладач кафедри електронних приладів ВПІ;
- 1985—1987 — доцент кафедри електронних приладів ВПІ;
- 1987—1992 — доцент кафедри мікроелектроніки ВПІ;
- 1989—1992 — декан факультету автоматики та мікроелектроніки ВПІ;
- 1992—2005 — декан факультету радіоелектроніки (ФРЕ);
- 1993—1994 — професор кафедри мікроелектроніки ВПІ;
- 1994 — професор кафедри мікроелектроніки Вінницького державного технічного університету (ВДТУ);
- 1995 — завідувач кафедри оргтехніки та зв'язку ВДТУ;
- 1997 — обрано членом-кореспондентом Міжнародної академії наук прикладної радіоелектроніки;
- 1997—1998 — професор кафедри мікроелектроніки, оргтехніки та зв'язку;
- 1999 — завідувач кафедри радіотехніки;
- 2002 — захист докторської дисертації у ВДТУ за спеціальністю «Елементи та пристрої обчислювальної техніки та систем керування» та присвоєння наукового ступеня доктора технічних наук;
- 2002 — обрано академіком Міжнародної академії наук прикладної радіоелектроніки;
- 2003 — член-кореспондент Академії інженерних наук України;
- 2004 — завідувач кафедри телекомунікаційних систем та телебачення;
- 2005 — обрано дійсним членом Академії інженерних наук України;
- 2005—2014– директор інституту радіотехніки, зв'язку та приладобудування (ІнРТЗП);
- 2007—2014 — професор, завідувач кафедри телекомунікаційних систем та телебачення ІнРТЗП Вінницького національного технічного університету (ВНТУ);
- 2015 — декан факультету радіотехніки, зв'язку та приладобудування;
- 2016—2019 — професор, декан факультету інфокомунікацій, радіоелектроніки та наносистем (ФІРЕН) ВНТУ.

## Нагороди
- Бронзова медаль ВДНГ СРСР (1979)
- Диплом другого ступеня ВДНГ УРСР (1983)
- Почесне звання «Ветеран інституту» (1990)
- Почесна грамота Вінницької обласної державної адміністрації та обласної ради (2005)
- Почесна грамота Міністерства освіти і науки України за багаторічну сумлінну працю, вагомий особистий внесок у розвиток наукової сфери та з нагоди Дня науки (2007)
- Нагрудний знак «Відмінник освіти України» (2009)
- Почесне звання «Заслужений працівник освіти України» за вагомий особистий внесок у розвиток вітчизняної освіти, підготовку кваліфікованих кадрів, багаторічну сумлінну працю та з нагоди Дня працівників освіти (2012)[3]
- Золота медаль Міжнародної академії наук прикладної радіоелектроніки (2013)
- Грамота командування Повітряних сил Збройних сил України (ЗСУ) за активну життєву позицію, проявлений патріотизм та сприяння військовим частинам і підрозділам ЗСУ у виконанні поставлених завдань (2015)
- Ювілейний знак-орден «Велика Україна.25 років Незалежності» (2016)
- Нагороджено Почесною грамотою Вінницької обласної державної адміністрації та обласної ради за багаторічну сумлінну працю, вагомий особистий внесок у розвиток освітянської галузі та з нагоди 70-річчя від дня народження (2019)[4]

## Наукові надбання
Результатом наукової та педагогічної діяльності Василя Кичака є майже 400 публікацій, з них 15 монографій, 3 підручники, 21 навчальний посібник, 29 авторських свідоцтв і патентів на винаходи та понад 300 наукових статей у фахових виданнях, зокрема 21 у виданнях, що входять до наукометричних баз даних Scopus та Web of Science.
Науковий напрям — розробка сучасних методів та засобів цифрової обробки широкосмугових надвисокочастотних радіосигналів.
Під його науковим керівництвом підготовлено і захищено 13 кандидатських дисертацій, більше 25 магістерських робіт. Наразі він є науковим керівником 5 аспірантів.

## Монографії
1. Аналого-цифрові тракти комп'ютерних систем з цифровим обробленням високочастотних сигналів [Архівовано 9 Лютого 2019 у Wayback Machine.]: монографія / Г. Г. Бортник, В. М. Кичак, О. В. Стальченко ; ВНТУ. — Вінниця: ВНТУ, 2016. — 140 с. — ISBN 978-966-641-662-2.
2. Імпульсні логічні та нейронні елементи телекомунікаційних мереж [Архівовано 9 Лютого 2019 у Wayback Machine.]: монографія / О. О. Семенова, В. М. Кичак ; ВНТУ. — Вінниця: ВНТУ, 2015. — 132 с. — ISBN 978-966-641-602-8.
3. Методи компенсації динамічних похибок вимірювальних каналів [Архівовано 9 Лютого 2019 у Wayback Machine.]: монографія / В. М. Кичак, В. Д. Рудик, С. Ф. Гончар ; ВНТУ. — Вінниця: ВНТУ, 2009. — 128 с. — ISBN 978-966-641-331-7.
4. Методи та засоби аналого-цифрового перетворення високочастотних сигналів [Архівовано 9 Лютого 2019 у Wayback Machine.]: монографія / Г. Г. Бортник, С. Г. Бортник, В. М. Кичак ; ВНТУ. — Вінниця: ВНТУ, 2013. — 128 с. — ISBN 978-966-641-537-3.
5. Методи та засоби обробки високочастотних сигналів: монографія / В. М. Кичак, Г. Г. Бортник. — Вінниця: УНІВЕРСУМ-Вінниця, 1998. — 132 с.
6. Методи та засоби оцінювання параметрів абонентських ліній зв'язку [Архівовано 9 Лютого 2019 у Wayback Machine.]: монографія / Г. Г. Бортник, В. М. Кичак, В. Ф. Яблонський ; ВНТУ. — Вінниця: УНІВЕРСУМ-Вінниця, 2006. — 139 с. — ISBN 966-641-183-0.
7. Методи та засоби первинного цифрового оброблення радіосигналів [Архівовано 9 Лютого 2019 у Wayback Machine.]: монографія / Г. Г. Бортник, М. В. Васильківський, В. М. Кичак ; ВНТУ. — Вінниця: ВНТУ, 2016. — 168 с. — ISBN 978-966-641-678-3.
8. Методи та засоби підвищення ефективності оцінювання фазового дрижання сигналів у телекомунікаційних системах [Архівовано 9 Лютого 2019 у Wayback Machine.]: монографія / Г. Г. Бортник, М. В. Васильківский, В. М. Кичак ; ВНТУ. — Вінниця: ВНТУ, 2015. — 140 с. — ISBN 978-966-641-621-9.
9. Методи та пристрої обробки радіосигналів бортових авіаційних систем посадки [Архівовано 9 Лютого 2019 у Wayback Machine.]: монографія / В. М. Кичак, Ю. В. Воловик, А. Ю. Воловик ; ВНТУ. — Вінниця: ВНТУ, 2011. — 208 с. — ISBN 978-966-641-391-1.
10. Методи та пристрої оцінювання бітових помилок у телекомунікаційних системах: монографія / В. М. Кичак, Г. Г. Бортник, В. Д. Тромсюк ; ВНТУ. — Вінниця: ВНТУ, 2017. — 212 с. — ISBN 978-966-641-698-1.
11. Методи та пристрої оцінювання характеристик імпульсно-кодових модуляторів широкосмугових сигналів: монографія / Г. Г. Бортник, В. М. Кичак, Н. О. Пунченко ; ВНТУ. — Вінниця: ВНТУ, 2014. — 147 с. — ISBN 978-966-641-581-6.
12. Неруйнівний контроль виробів електронної техніки за рівнем низькочастотного шуму [Архівовано 11 Травня 2018 у Wayback Machine.]: монографія / Д. В. Михалевський, В. М. Кичак ; ВНТУ. — Вінниця: ВНТУ, 2014. — 112 с. — ISBN 978-966-641-586-1.
13. Радіоімпульсні логічні НВЧ елементи: монографія / В. М. Кичак. — Вінниця: УНІВЕРСУМ-Вінниця, 1999. — 240 с. — ISBN 966-7199-55-Х.
14. Радіочастотні та широтно-імпульсні елементи цифрової техніки: монографія / В. М. Кичак, О. О. Семенова ; ВНТУ. — Вінниця: УНІВЕРСУМ-Вінниця, 2008. — 163 с. — ISBN 978-966-641-259.
15. Синтез частотно-імпульсних елементів цифрової техніки: монографія / В. М. Кичак ; ВНТУ. — Вінниця: УНІВЕРСУМ-Вінниця, 2005. — 266 с. — ISBN 966-641-137-7.

## Наукові проекти
Доктор технічних наук, професор Василь Кичак є науковим керівником проектів, що фінансуються за рахунок коштів державного бюджету та замовників:
1. Розробка методів та засобів контролю динамічних параметрів АЦП (1992—1993 рр.), Міністерство освіти і науки України;
2. Розробка та дослідження функціонально завершених АЦП (1994—1995 рр.), Міністерство освіти і науки України;
3. Дослідження та розробка ефективних методів і перспективних засобів обробки широкосмугових сигналів (1997—1998 рр.), Міністерство освіти і науки України;
4. Розробка математичних моделей оптоелектронних НВЧ-елементів на основі арсенід-галієвих транзисторів і засобів цифрової обробки високочастотних сигналів (1999—2001 рр.), Міністерство освіти і науки України;
5. Розробка основ теорії фазових і частотних методів вимірювання та контролю параметрів радіотехнічних і телекомунікаційних мереж та систем (2002—2004 рр.), Міністерство освіти і науки України;
6. Розробка основ теорії цифрового оброблення високочастотних сигналів в радіотехнічних та телекомунікаційних системах (2005—2007 рр.), Міністерство освіти і науки України;
7. Розробка основ теорії цифрового оброблення надширокосмугових сигналів (2008—2010 рр.), Міністерство освіти і науки України;
8. Розробка теорії та методології цифрового оброблення радіосигналів у реальному часі (2011—2013 рр.), Міністерство освіти і науки України;
9. Розробка інформаційних пристроїв і засобів оцінювання джитеру на базі принципів нечіткого імітансу та цифрового оброблення сигналів (2014—2015 рр.), Міністерство освіти і науки України;
10. Проект «Маяк-УА» (1995 р.), Національна академія наук України;
11. Проект «Хвоя-УА» (1997 р.), Національна академія наук України;
12. Проект «Хвоя-2-УА» (2006 р.), Національна академія наук України;
13. НДР «Оброблення сигналів» (2014—2015 рр.);
14. Проект прикладної НДР «Розробка методів і пристроїв первинного цифрового оброблення високочастотних сигналів для систем радіоелектронної боротьби» (2016—2017 рр.)

## Громадська діяльність
Упродовж багатьох років Василь Мартинович був членом Президії науково-методичної комісії МОН України в галузі «Радіотехніки, радіоелектронних апаратів та зв'язку». З 2015 р. Кичак В. М. — член секції «Електроніки, радіотехніки та телекомунікацій» Наукової ради МОН України, а у 2016 р. його обрано до складу підкомісії з телекомунікацій та радіотехніки науково- методичної комісії МОН України.
Професор В. М. Кичак є членом двох спеціалізованих рад із захисту докторських та кандидатських дисертацій при Вінницькому національному технічному університеті та Хмельницькому національному університеті, членом редколегії наукових фахових журналів: «Вісник Вінницького політехнічного інституту», «Інформаційні технології та комп'ютерна інженерія», «Оптико-електронні інформаційно-енергетичні технології», «Вісник Хмельницького національного університету. Технічні науки» та «Наукові праці Вінницького національного технічного університету». Він організував та забезпечив проведення п'яти міжнародних науково-технічних конференцій «Сучасні проблеми радіоелектроніки, телекомунікацій та приладобудування».

## Родина
Дружина — Валентина Андріївна (нар. 1952), голова ради та президії Громадської організації «Вінницька обласна рада жінок України», член Громадської ради при Вінницькій облдержадміністрації та Вінницькій обласній раді, заступник голови Комітету з соціально-гуманітарних питань, член ради Спілки жінок України, за високі досягнення у трудовій та суспільно-політичній діяльності нагороджена орденом княгині Ольги 3-го ступеня, орденом Національної ради жінок України «Поступ миру і любові», ювілейним знаком-орденом «Велика Україна. 25 років Незалежності».
Сини:
Андрій (нар. 1975) — юрист за фахом;
Володимир (нар. 1989) — кандидат технічних наук, фахівець з інформаційних технологій.

## Захоплення
Рибалка, велоспорт, садівництво.